# Markópoulo Oropoú
Markópoulo Oropoú är en ort i Grekland.   Den ligger i prefekturen Nomarchía Anatolikís Attikís och regionen Attika, i den östra delen av landet, 40 km norr om huvudstaden Aten. Markópoulo Oropoú ligger 185 meter över havet och antalet invånare är 2 549.
Terrängen runt Markópoulo Oropoú är kuperad söderut, men norrut är den platt. Havet är nära Markópoulo Oropoú åt nordost. Runt Markópoulo Oropoú är det ganska tätbefolkat, med 93 invånare per kvadratkilometer. Närmaste större samhälle är Ágios Stéfanos, 16,1 km söder om Markópoulo Oropoú. 